# Форд Къстъм
Форд Къстъм (на английски: Ford Custom) е модел леки автомобили на американската компания Форд Мотър Къмпани. Произвеждан е с няколко прекъсвания и в различни варианти от 1949 до 1972 година.